# Lexus HS

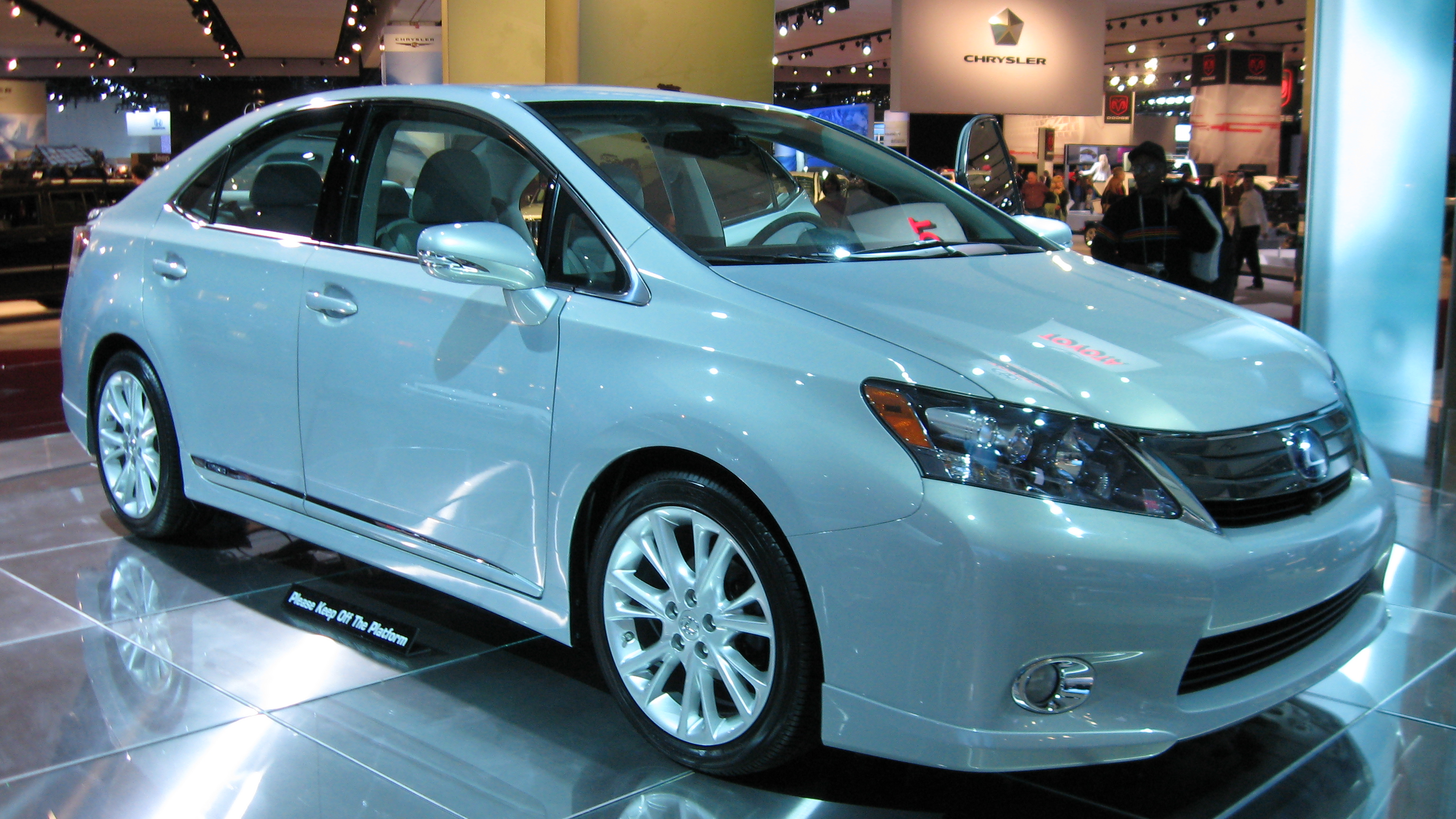
Lexus HS250h.

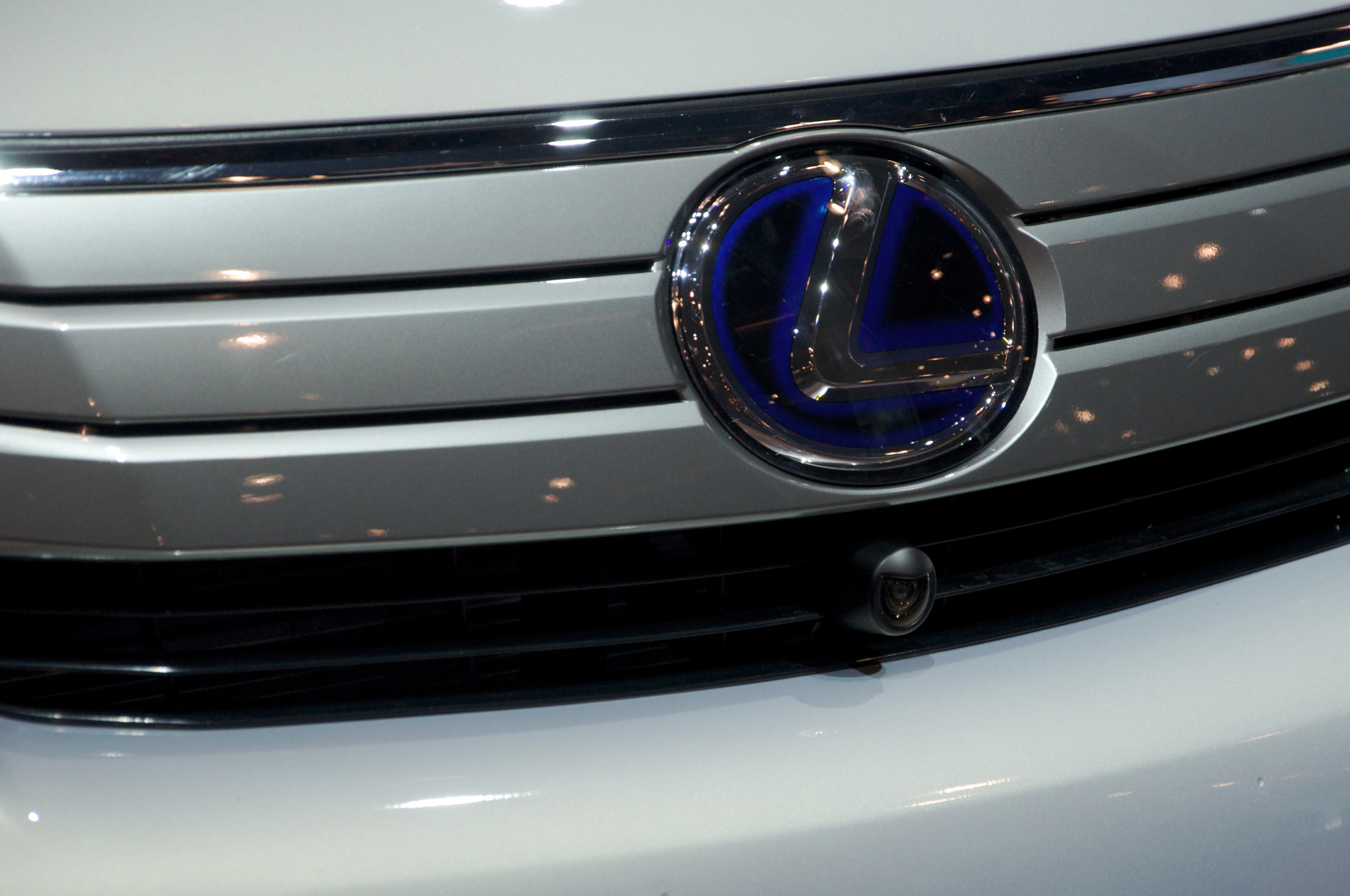
Övervakningskamera på bilmodellens grill.

Lexus HS är en hybridbil som introducerades av Lexus på North American International Auto Show i januari 2009. HS 250h förväntas gå till försäljning under andra halvåret av 2009 som en 2010-modell. Plattformen är baserad på den tredje generationen av Toyota Avensis. Bioplastmaterial används för fordonets inredning. Med en total längd på 4,69 meter är Lexus HS något större än Lexus IS, men ändå mindre än de medelstora Lexus ES. Enligt Lexus står beteckningen "HS" för Harmonious Sedan.